# Hraničný Kriváň (přítok Veselianky)
Hraničný Kriváň je potok na horní Oravě, na území okresu Námestovo. Jde o pravostranný přítok Veselianky a měří 1,4 km a je tokem VI. řádu.

## Pramen
Potok teče v Oravských Beskydech, pramení v podcelku Pilsko na jihovýchodním úpatí Pilska (1 556,9 m n. m.), v lokalitě Dudová v nadmořské výšce přibližně 1 162 m n. m.

## Popis toku
Teče jihovýchodním směrem, z pravé strany přibírá dva krátké přítoky, nejprve z lokality Dudová a pak ze severovýchodního svahu vrchu Dudová (1 095,4 m n. m.). Severoseverozápadně od obce Oravské Veselé, na západním úpatí Magury (1 018,2 m n. m.), ústí v nadmořské výšce cca 870 m n. m. do Veselianky.